# Terminalia perrieri
Terminalia perrieri är en tvåhjärtbladig växtart som beskrevs av René Paul Raymond Capuron. Terminalia perrieri ingår i släktet Terminalia och familjen Combretaceae. Inga underarter finns listade i Catalogue of Life.